# Metall de Wood

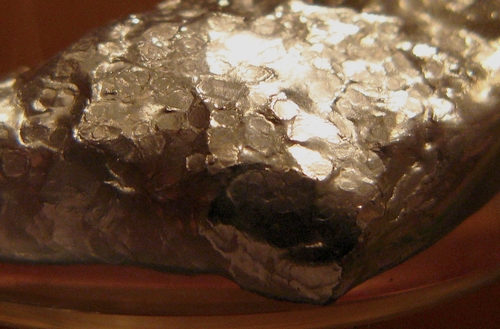
Metall de Wood

El metall de Wood, també conegut com a aliatge de Lipowitz o pel nom comercial Cerrobend, és un aliatge fusible amb un punt de fusió d'aproximadament 70 °C, corresponent a una mescla eutèctica de 50% de bismut (Bi), 26,7% de plom (Pb), 13,3% d'estany (Sn), i 10% de cadmi (Cd).
El seu nom prové del dentista estatunidenc Barnabas Wood. Encara que alguns autors el consideren una variant, també fou preparat per A. Lipowitz el 1860.
És emprat en segellat de tancs de gas, reparacions d'antiguitats, aliatge fusible, modelatge soldadures i protecció radiològica. És tòxic pel seu contingut de plom i cadmi al moment de fondre, per la qual cosa ha d'evitar inhalar els vapors despresos. Hi ha diverses aliatges no tòxiques utilitzades com a substitut.

## Història
El 20 de març de 1860 el dentista americà Zahnarzt Barnabas Wood va rebre una patent per a un aliatge de baix punt de fusió per ser emprat com a material per a empastaments dentals que va resultar molt eficient com a material de soldadura de baix punt de fusió en peces d'estany i els seus aliatges.
En l'any 1860 A. Lipowitz va investigar el comportament de l'aleació, malgrat que el mateix Lipowitz l'anomena "Metall líquid de Wood" aquest aliatge també ha estat anomenat aliatge de Lipowitz, on a vegades se li dona una composició lleugerament diferent: 27% Pb. 13% Sn, 10% Cd, reste Bi.